# Sonic 2 - O Filme
Sonic the Hedgehog 2 (bra/prt: Sonic 2 - O Filme) é um filme estadunidense-japonesa de ação, aventura, comédia e ficção científica, distribuído pela Paramount Pictures e baseado na franquia de jogos eletrônicos de mesmo nome publicado pela Sega. É a sequência de Sonic - O Filme (2020) e o segundo filme da série de filmes Sonic the Hedgehog, dirigido por Jeff Fowler e com roteiro escrito por Pat Casey, Josh Miller e John Whittington. O elenco inclui James Marsden, Ben Schwartz, Tika Sumpter, Natasha Rothwell, Adam Pally, Shemar Moore, Colleen O'Shaughnessey, Idris Elba e Jim Carrey. É o segundo título da planejada série de filmes Sonic the Hedgehog. Meses após os eventos do primeiro filme, Dr. Robotnik retorna do Planeta Cogumelo enquanto Sonic conhece Tails.
Após o sucesso do primeiro filme, e com planos para uma série de filmes, a Paramount Pictures anunciou a sequência em maio de 2020. As filmagens ocorreram de março a maio de 2021 em Vancouver e no Havaí. Sonic the Hedgehog 2 foi lançado nos Estados Unidos no dia 8 de abril de 2022, pela Paramount Pictures em associação com o SEGA Sammy Group.

## Enredo
Cerca de oito meses depois de derrotar o vigarista Doutor Robotnik, Sonic tenta ajudar as pessoas como um herói-vigilante com pouco sucesso. Tom aconselha Sonic a permanecer paciente pelo dia em que seus poderes serão necessários antes que ele e Maddie partam para o casamento de Rachel no Havaí. Sonic planeja se divertir sozinho em casa, mas é atacado por Robotnik, que escapou do Planeta Cogumelo com a ajuda de Knuckles, um guerreiro antropomórfico adolescente equidna vermelho, o último de sua espécie, que foi extinto devido a uma guerra entre eles e as corujas, e tem rancor contra Sonic desde que ele era aprendiz de Garra Longa. Para honrar seus ancestrais, Knuckles exige a localização da lendária Esmeralda Mestre, uma relíquia antiga que permite ao seu possuidor manipular a realidade à sua vontade.
Sonic é resgatado por Miles "Tails" Prower, uma raposa antropomórfica de duas caudas que o idolatra e vem avisá-lo sobre Knuckles. Sonic convence Tails a ajudá-lo a encontrar a Esmeralda Mestre, enquanto Robotnik se reúne com seu assistente Rocha e, planejando roubar a esmeralda, se oferece para ajudar Knuckles. Sonic e Tails seguem pistas para a Sibéria em um mapa que Garra Longa deu a Sonic antes de enviá-lo para a Terra, onde eles encontram uma bússola dentro de um antigo templo. Robotnik e Knuckles os rastreiam e perseguem Sonic e Tails montanha abaixo. Knuckles revela que ele perdeu seu pai e toda a sua tribo no mesmo dia em que Sonic perdeu Garra Longa. Apesar deste breve momento de simpatia com Sonic, Knuckles e Robotnik roubam a bússola, embora Knuckles comece a questionar o senso de lealdade e honra de Robotnik quando ele tira sarro de Sonic por escolher salvar um Tails derrubado em vez da bússola. Tom salva Sonic e Tails usando um anel para teletransportá-los para o casamento.
O noivo de Rachel, Randall e seus convidados do casamento se revelam como agentes disfarçados da Unidade Guardiã das Nações (GUN para abreviar) e capturam Sonic, Tails e Tom, que são salvos por Maddie e uma Rachel vingativa, a última das quais se reconcilia com Randall. Robotnik e Knuckles encontram um grande templo de água contendo a Esmeralda Mestre. Culpando-se pelos ferimentos de Tails, Sonic decide enfrentar Robotnik e Knuckles sozinho e vai para o templo onde luta contra Knuckles enquanto Robotnik usa a distração para agarrar e fundir-se com a esmeralda, que explode e afunda o templo na água, traindo Knuckles e deixando ele e Sonic para trás para morrer. Trabalhando juntos, Sonic e Knuckles escapam enquanto Tails os resgata em um biplano.
Em Green Hills, Robotnik usa suas novas habilidades para criar um robô gigante parecido com ele. Sonic, Tails e Knuckles trabalham juntos para lutar contra o robô e seus drones que o acompanham e para recuperar a Esmeralda Mestre, mas ela quebra, dividindo-se nas sete Esmeraldas do Caos. Tom e Maddie salvam Sonic, que usa as Esmeraldas do Caos para se transformar em Super Sonic. Ele destrói o robô antes de dispersar as Esmeraldas e voltar ao normal. Knuckles conserta a Esmeralda Mestre dos fragmentos restantes e faz um pacto para protegê-la do mal com Sonic e Tails. Os três retomam uma vida idílica com os Wachowskis.
Rocha se infiltra na GUN quando ele começa a procurar Robotnik nos escombros do mech. Um agente informa ao Comandante da GUN Walters que um arquivo de 50 anos escondido no banco de dados da GUN contendo coordenadas para uma instalação de pesquisa fora do local, que abriga o Projeto Shadow, foi descoberto.

## Elenco
- James Marsden como Tom Wachowski: O xerife de Green Hills, Montana e a figura paterna de Sonic. Ele vai para o Havaí com sua esposa para celebrar o casamento de Rachel, deixando Sonic sozinho em sua casa.[13]
- Ben Schwartz como Sonic, o Ouriço:
Um ouriço azul antropomórfico que pode correr em velocidades supersônicas e não pode nadar. Ele deseja usar seus poderes para super-heróis, mas desconsidera o bem-estar dos outros em favor de sua personalidade impetuosa e irresponsável. Ao saber do retorno de seu arqui-inimigo Dr. Robotnik e sua busca pelo poder da lendária Esmeralda Mestre, Sonic resolve detê-lo juntando-se a seu novo amigo Tails, amadurecendo no herói que ele aspira a ser no processo.[3][14] Benjamin L. Valic reprisa seu papel como o Sonic bebê do primeiro filme (através de gravações de arquivo), durante alguns flashbacks de Sonic.[15]
- Tika Sumpter como Maddie Wachowski: A esposa de Tom e veterinária local de Green Hills, que também é a figura materna de Sonic. Ela vai para o Havaí com Tom para comemorar o casamento de sua irmã.[13]
- Natasha Rothwell como Rachel: A irmã mais velha de Maddie que tem uma antipatia extrema por Tom, mas tenta fazer as pazes com ele por causa de seu casamento com Randall.[3]
- Adam Pally como Wade Whipple: O vice-xerife de Green Hills e amigo de Tom. Ele se torna o xerife interino de Green Hills com Tom fora.[13]
- Shemar Moore como Randall Handel: Noivo de Rachel que é um agente da GUN. Ele está definido para se tornar o padrasto de JoJo.[16][17]
- Colleen O'Shaughnessey como Miles "Tails" Prower:
 Uma raposa amarelo-laranja antropomórfica que é assombrada por memórias de sua aldeia ostracizando-o por suas duas caudas, que lhe permitem voar. Tails é um gênio humilde e intelectual que inventa engenhocas para locais e lutas. Depois de encontrar inspiração na bravura de Sonic contra Robotnik, ele deixa seu planeta natal para a Terra para avisar Sonic da presença de Knuckles e rapidamente se torna seu melhor amigo. O'Shaughnessey, que dublou o personagem na série de videogames desde 2014, é a única dubladora a reprisar o papel para live-action.[18][19]
- Lee Majdoub como Agente Rocha: Um ex-agente do governo e assistente de Robotnik, que após os eventos do primeiro filme se torna dono de uma cafeteria em Green Hills. Depois que Robotnik retorna à Terra com Knuckles, Rocha voltou a trabalhar para ele em sua busca para encontrar a Esmeralda Mestre.[20]
- Idris Elba como Knuckles, o Equidna:
Um guerreiro equidna vermelho antropomórfico com superforça. Ele é sério e mal-humorado, mas tem um forte senso de honra. Ele é o único sobrevivente da tribo equidna depois que eles foram exterminados pela tribo coruja[14] e inicialmente trabalha com Robotnik para recuperar a Esmeralda Mestre, que as equidnas forjaram, mas as corujas roubaram, mas faz amizade com Sonic e Tails depois de Robotnik o trai. Elba se preparou para o papel explorando a história e a identidade do personagem.[21] O diretor Jeff Fowler queria que o retrato de Knuckles no filme fosse uma reminiscência de suas primeiras aparições, e disse que "toda a sua existência é sobre honra e sobre ser um guerreiro", descrevendo-o como "uma força da natureza".[21]
- Jim Carrey como Dr. Ivo "Eggman" Robotnik:
Um cientista brilhante e insano e ex-inventor do governo dos Estados Unidos que traçava a dominação do mundo através do poder de velocidade de Sonic, mas foi derrotado pelo ouriço azul e posteriormente teve qualquer evidência de sua existência apagada pelo governo. Agora mais insano do que antes como resultado de estar preso em um planeta infestado de cogumelos, ele busca retornar à Terra, se vingar de Sonic e realizar seus sonhos de conquista do mundo. Robotnik se junta a Knuckles para encontrar a esmeralda, sabendo que o está usando apenas para atingir seu objetivo.[22]

Além disso, Shadow, o Ouriço faz uma aparição sem fala em uma cena no meio dos créditos, sendo liberado da criostase.

## Produção

### Desenvolvimento
O primeiro filme, Sonic the Hedgehog, baseado na franquia de videogame da Sega, foi lançado no dia 14 de fevereiro de 2020. Ele recebeu críticas mistas a positivas dos críticos, que consideraram que superou as baixas expectativas associadas às adaptações de videogame. Ele arrecadou mais de $ 319 milhões em todo o mundo, tornando-se o sexto filme de maior bilheteria de 2020. Em março, tornou-se o filme de maior bilheteria baseado em um videogame na história das bilheterias dos Estados Unidos.
Em abril de 2020, Marsden expressou interesse em uma sequência apresentando Tails e personagens adicionais dos jogos O diretor Jeff Fowler também expressou interesse em desenvolver uma sequência centrada no personagem-título e no relacionamento de Tails, além de desenvolver o Dr. Robotnik. Mais tarde naquele mês, Schwartz disse que achava que fazia sentido para a Paramount Pictures não ter anunciado uma sequência até aquele ponto devido à pandemia de COVID-19, embora ele acrescentou que também estava interessado em uma sequência com Tails e um retrato mais preciso de Robotnik.
No final de abril de 2020, o co-roteirista de Sonic the Hedgehog, Pat Casey, revelou que havia conversas sobre uma sequência, embora o filme não tivesse recebido sinal verde da Paramount naquele momento. Ele também disse que Carrey estava interessado em usar um terno grosso em uma sequência para que a aparência de Robotnik se parecesse mais com a de seu homólogo de videogame. Casey também sugeriu que uma sequência poderia apresentar a forma "Super Sonic" de Sonic e as Esmeraldas do Caos dos videogames e que poderia explorar uma conexão potencial entre o personagem de apoio de Sonic Knuckles e a tribo de equidna vista na sequência de abertura do primeiro filme.
No dia 28 de maio de 2020, a Paramount Pictures confirmou que uma sequência de Sonic the Hedgehog está em desenvolvimento. Fowler deve retornar como diretor, enquanto Casey e Josh Miller retornarão como escritores. Neal H. Mortiz, Toby Ascher e Toru Nakahara irão produzir a sequência, tendo anteriormente coproduzido o primeiro filme ao lado de Takeshi Ito, enquanto Tim Miller, Hajime Satomi e Haruki Satomi retornarão do primeiro filme como produtores executivos.
Em 8 de dezembro de 2020, foi confirmado que o artista Tyson Hesse iria reprisar seu papel para o artista de storyboard de Fill Marc, como ele disse o seguinte: "Eu terminei o trabalho na 2ª temporada de Lower Decks na semana passada. Estou empolgado em anunciar que estou trabalhando no Sonic the Hedgehog 2 Story Team com Jeff Fowler e Tyson Hesse no Blur Studio. Meu primeiro longa-metragem live-action será lançado em 2022." Marc um pouco depois excluiu sua postagem do Twitter, mas sua postagem do Instagram permanece intacta. Este é o primeiro projeto live-action de Marc. Mais tarde naquele mês, o site The Illuminerdi relatou que Knuckles iria aparecer na sequência, junto com um novo personagem chamado "Randall".
O título foi anunciado oficialmente como Sonic the Hedgehog 2 em 10 de fevereiro de 2021.
Em março de 2021, foi relatado que a Moving Picture Company forneceria VFX para Sonic the Hedgehog 2.
Em 19 de maio de 2021, uma sinopse da história de Sonic the Hedgehog 2 foi lançada enquanto a Paramount submeteu uma patente ao catálogo do Escritório de Copyright dos Estados Unidos.

### Elenco
Em janeiro de 2020, antes da confirmação da sequência, durante uma entrevista promocional para o primeiro filme, Jim Carrey disse que podia imaginar o desenvolvimento de Dr. Robotnik para uma sequência: "Eu não me importaria de fazer outro porque era muito divertido, antes de tudo, e um verdadeiro desafio para tentar convencer as pessoas que eu tenho um QI de três dígitos... Há muito espaço, você sabe, Robotnik não atingiu sua apoteose." Em março, a estrela de Sonic the Hedgehog, James Marsden, confirmou que assinou contrato para várias sequências.
Em janeiro de 2021, Tika Sumpter anunciou que repetiria seu papel como Maddie Wachowski para o filme. Em março de 2021, foi anunciado que Ben Schwartz e Jim Carrey estariam reprisando seus papéis como Sonic e Dr. Robotnik, respectivamente. Em abril, James Marsden foi confirmado para retornar como Tom Wachowski. Em junho, foi anunciado que Shemar Moore havia se juntado ao elenco em um papel não revelado.  Em agosto, Idris Elba se juntou oficialmente ao elenco como a voz de Knuckles, o Equidna. Em 29 de setembro de 2021, foi anunciado que Lee Majdoub iria repetir seu papel como Agente Rocha. Em 7 de dezembro de 2021, Colleen O'Shaughnessey anunciou que retornaria para a voz de Miles "Tails" Prower.

### Filmagens
Em dezembro de 2020, GamesIndustry.biz relatou que a BC Film Commission listou a produção do filme de 15 de março a 10 de maio de 2021, sob o título provisório Emerald Hill, uma referência ao primeiro estágio do Sonic 2, também denominado Emerald Hill. Em janeiro de 2021, Tika Sumpter revelou que o filme seria filmado em Vancouver e no Havaí.
A fotografia principal começou em Vancouver em 15 de março, com Brandon Trost atuando como diretor de fotografia, e foi concluída em 12 de maio. As filmagens foram encerradas no Havaí em 25 de junho.

### Marketing
Sonic 2 - O Filme teve seu teaser poster divulgado em 8 de Dezembro de 2021, e seu trailer foi divulgado em 9 de Dezembro do mesmo ano, durante o The Game Awards 2021.

## Música
Em 8 de dezembro de 2021, foi anunciado que Tom Holkenborg, que compôs o primeiro filme, retornaria para compor a trilha sonora do filme. O filme foi acompanhado por um single intitulado "Stars in the Sky", a única música original gravada para o filme, pelo músico americano Kid Cudi. O álbum da trilha sonora foi lançado pela Paramount Music em 8 de abril de 2022.

## Lançamento
Sonic the Hedgehog 2 foi lançado em 8 de abril de 2022 nos Estados Unidos, pela Paramount Pictures. Em 1º de março de 2022, a Paramount cancelou o lançamento do filme na Rússia em resposta à invasão russa da Ucrânia.

## Recepção

### Bilheteria
Até 3 de julho de 2022, Sonic the Hedgehog 2 arrecadou US$ 190,8 milhões nos Estados Unidos e Canadá, e US$ 211 milhões em outros territórios, totalizando US$ 401,8 milhões em todo o mundo.
Nos Estados Unidos e Canadá, Sonic the Hedgehog 2 foi lançado ao lado de Ambulância - Um Dia de Crime e a ampla expansão de Everything Everywhere All at Once. Vários dias antes do lançamento, foi projetado para arrecadar pelo menos US$ 55 milhões em 4.232 cinemas em seu fim de semana de estreia. Com seu público-alvo com idade entre 16 e 25 anos, seu lançamento coincidiu com o início das férias de primavera em 15% das escolas K-12. O filme arrecadou US$ 26,8 milhões em seu primeiro dia, incluindo US$ 6,25 milhões nas prévias de quinta-feira à noite, dobrando o valor do filme original. O filme arrecadou US$ 72,1 milhões em seu fim de semana de estreia de três dias, superando a abertura de três dias do filme original (US$ 58 milhões) e Bruce Almighty (US$ 68 milhões) para se tornar a maior estreia doméstica de três dias de Jim Carrey e a maior estreia de três dias da Paramount desde 2014. Seis milhões de ingressos foram vendidos nos Estados Unidos e Canadá durante seu fim de semana de estreia. Ele quebrou o recorde de abertura para uma adaptação de filme de videogame, que anteriormente era de Sonic the Hedgehog. Entre as audiências de abertura, os homens representaram 61%, aqueles com idade entre 18 e 34 anos representaram 46% das vendas de ingressos e os menores de 17 anos representaram 32%, e a divisão étnica foi de 38% eram hispânicos/latino-americanos, 29% caucasianos, 20% afro-americanos e 13% asiáticos ou outro. O filme também teve a melhor abertura durante a pandemia para um filme infantil, a sétima melhor abertura de abril de todos os tempos, a segunda melhor abertura do início de 2022 e a quinta melhor abertura desde 2020. Em seu segundo fim de semana, o filme faturou US$ 29,3 milhões, terminando em segundo lugar atrás de Animais Fantásticos: Os Segredos de Dumbledore. Sonic 2 voltou ao topo das bilheterias na segunda-feira de Páscoa com US$ 4,5 milhões. Em seu terceiro fim de semana o filme arrecadou US$ 15,7 milhões, terminando em segundo lugar atrás do estreante Os Caras Malvados. Ele ultrapassou o original Sonic the Hedgehog para se tornar o filme de videogame de maior bilheteria na América do Norte. O filme permaneceu em segundo lugar em seu quarto fim de semana com a adição de US$ 11,5 milhões. Ele ganhou US $ 6 milhões em seu quinto fim de semana e passou para o terceiro lugar.

## Futuro
Em fevereiro de 2022, a Sega of America e a Paramount Pictures confirmaram que Sonic the Hedgehog 3 e uma série spin-off de Knuckles estavam em desenvolvimento. Elba vai reprisar seu papel como Knuckles para a série, que será lançada no serviço de streaming Paramount+ em 2023.
Em abril de 2022, Jim Carrey anunciou que estava pensando em se aposentar. Deixando o futuro do seu personagem incerto, os produtores Moritz e Ascher confirmaram que seu papel como Dr. Robotnik não seria reformulado em nenhuma sequência se ele seguisse com seus planos de aposentadoria, embora permanecessem esperançosos. que eles poderiam desenvolver um roteiro bom o suficiente para ele continuar o papel.

Em agosto de 2022, foi anunciado que Sonic the Hedgehog 3 será lançado em 20 de Dezembro de 2024